# Samsung Galaxy S5
Samsung Galaxy S5 és un telèfon intel·ligent Android produït per Samsung. Va ser presentat el 24 de febrer de 2014 al Mobile World Congress a Barcelona. Es va posar a la venda l'11 d'abril del 2014 a 150 països com el successor del Galaxy S4. És una evolució del model de l'any anterior, millorant la protecció amb certificació IP67 per pols i resistència a l'aigua i característiques de seguretat noves com un lector d'emprempta dactilar.